# Памбак (річка)
Памбак (вірм. Փամբակ)  — річка, що протікає у Вірменії. Разом з річкою Дзорагет утворює річку Дебед. Бере початок на південно-східному схилі Памбацького хребта. Протікає на півночі країни у марзі Лорі. 
| Вірменія | Це незавершена стаття з географії Вірменії. Ви можете допомогти проєкту, виправивши або дописавши її. |